# Dębno (Nowy Targ)
Dębno (umgangssprachlich auch Dębno Podhalańskie) ist ein Dorf mit ca. 700 Einwohnern in der polnischen Woiwodschaft Kleinpolen im Landkreis Nowotarski, in der Landgemeinde Nowy Targ.

## Geographie
Das Dorf liegt im Arwa-Neumarkter Becken (Kotlina Orawsko-Nowotarska), am Dunajec, eigentlich in der Flussgabelung von Dunajec und Białka, im Nowotarski-Tal, auf einer Höhe von etwa 535 Metern über dem Meeresspiegel. 

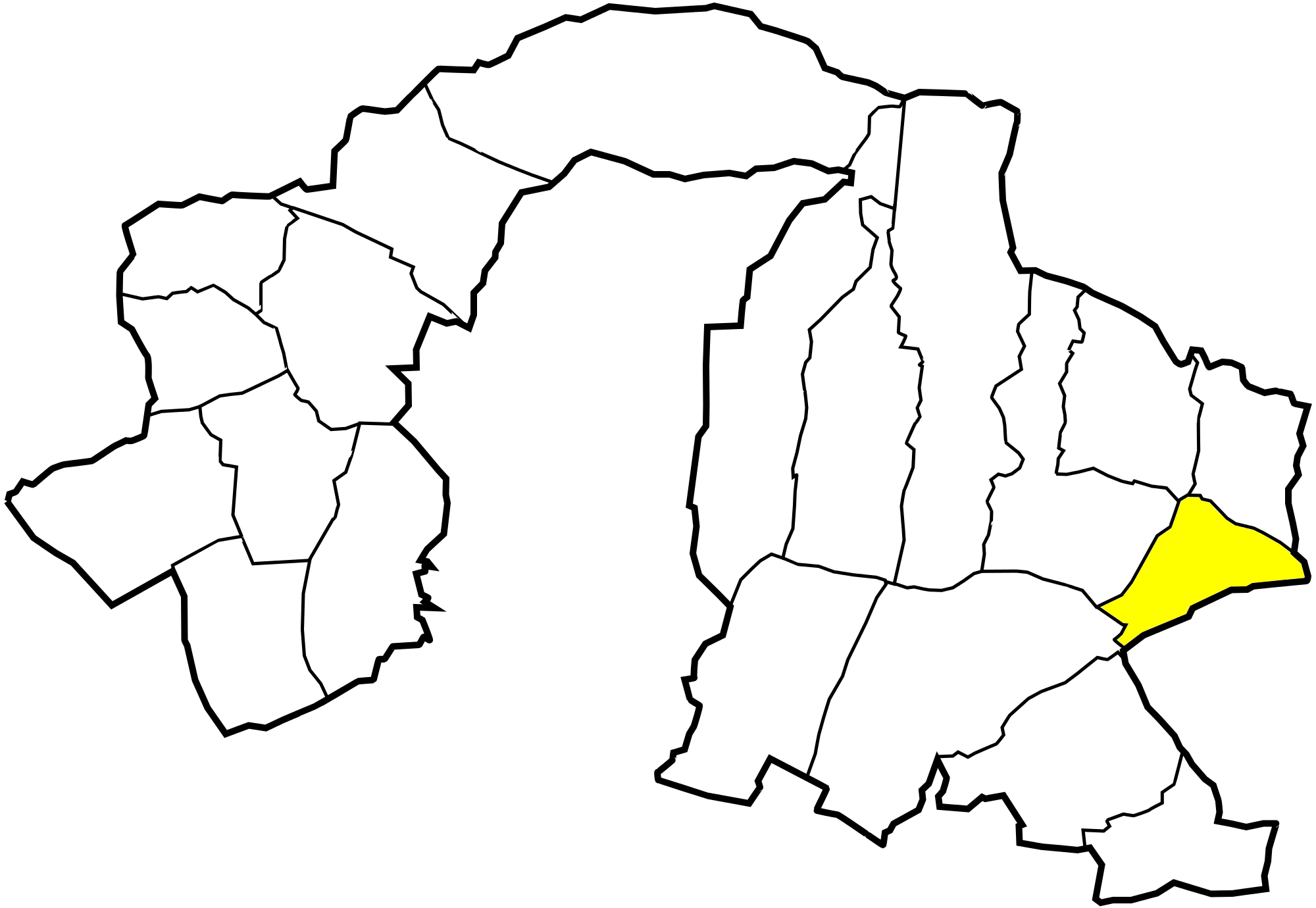
Dorf in der Gemeinde

## Geschichte
Der Ort mit einer Kirche existierte schon im Jahre 1325. Zehn Jahre später erhielt er das Magdeburger Recht. Der Gründer war Urban von Grywałd. Im Jahre 1630 wurde die Pfarrei aufgelöst.
Bei der Ersten Teilung Polens kam das Dorf 1772 zum neuen Königreich Galizien und Lodomerien des habsburgischen Kaiserreichs (ab 1804).
1918, nach dem Ende des Ersten Weltkriegs und dem Zusammenbruch der k.u.k. Monarchie, kam Dębno zu Polen. Unterbrochen wurde dies nur durch die Besetzung Polens durch die Wehrmacht im Zweiten Weltkrieg.
Von 1975 bis 1998 gehörte Łopuszna zur Woiwodschaft Nowy Sącz.

## Sehenswürdigkeiten
In Dębno befindet sich die berühmte Erzengel-Michael-Kirche, ein UNESCO-Welterbe, das aus dem 15. Jahrhundert stammt.

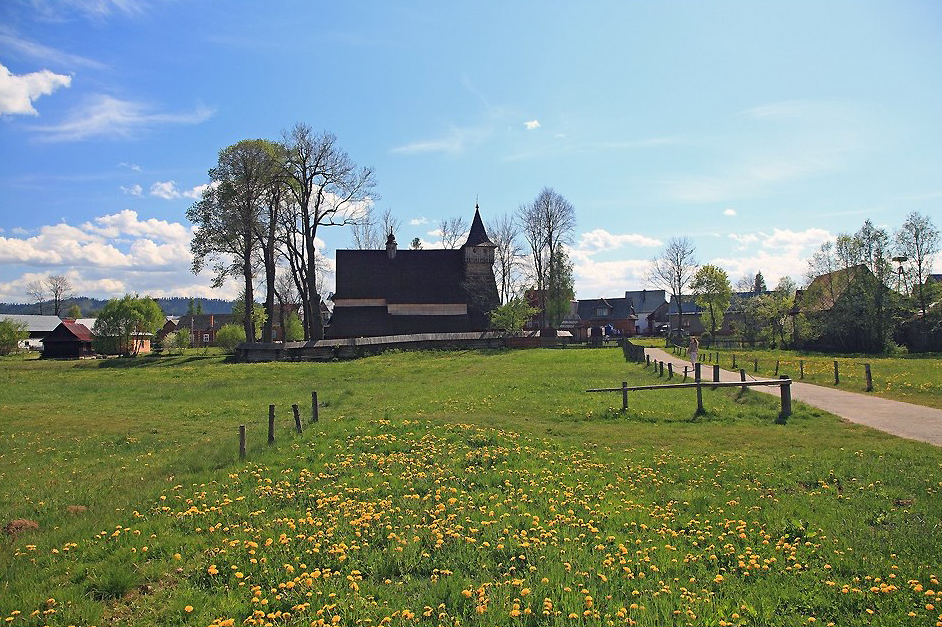
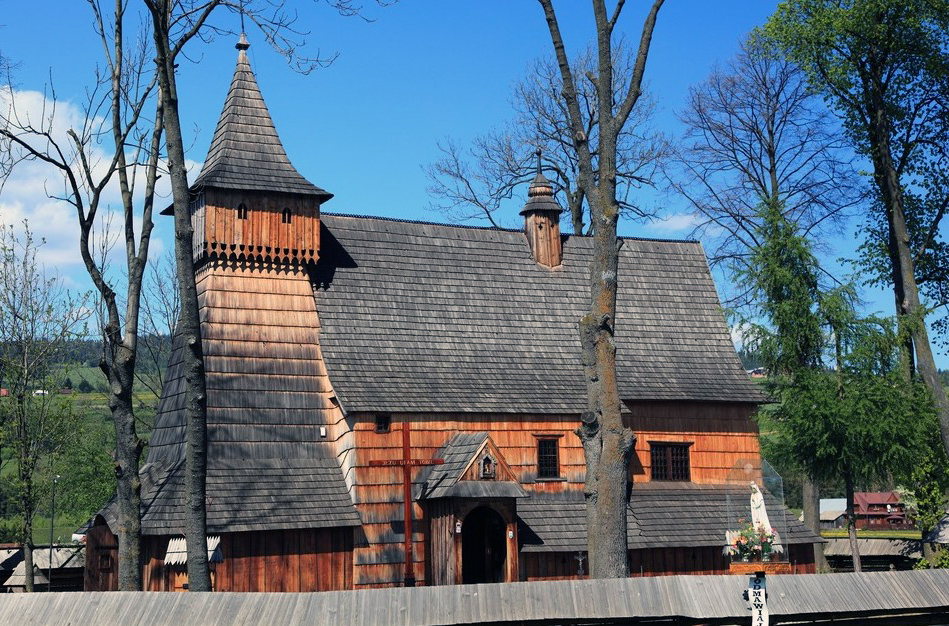
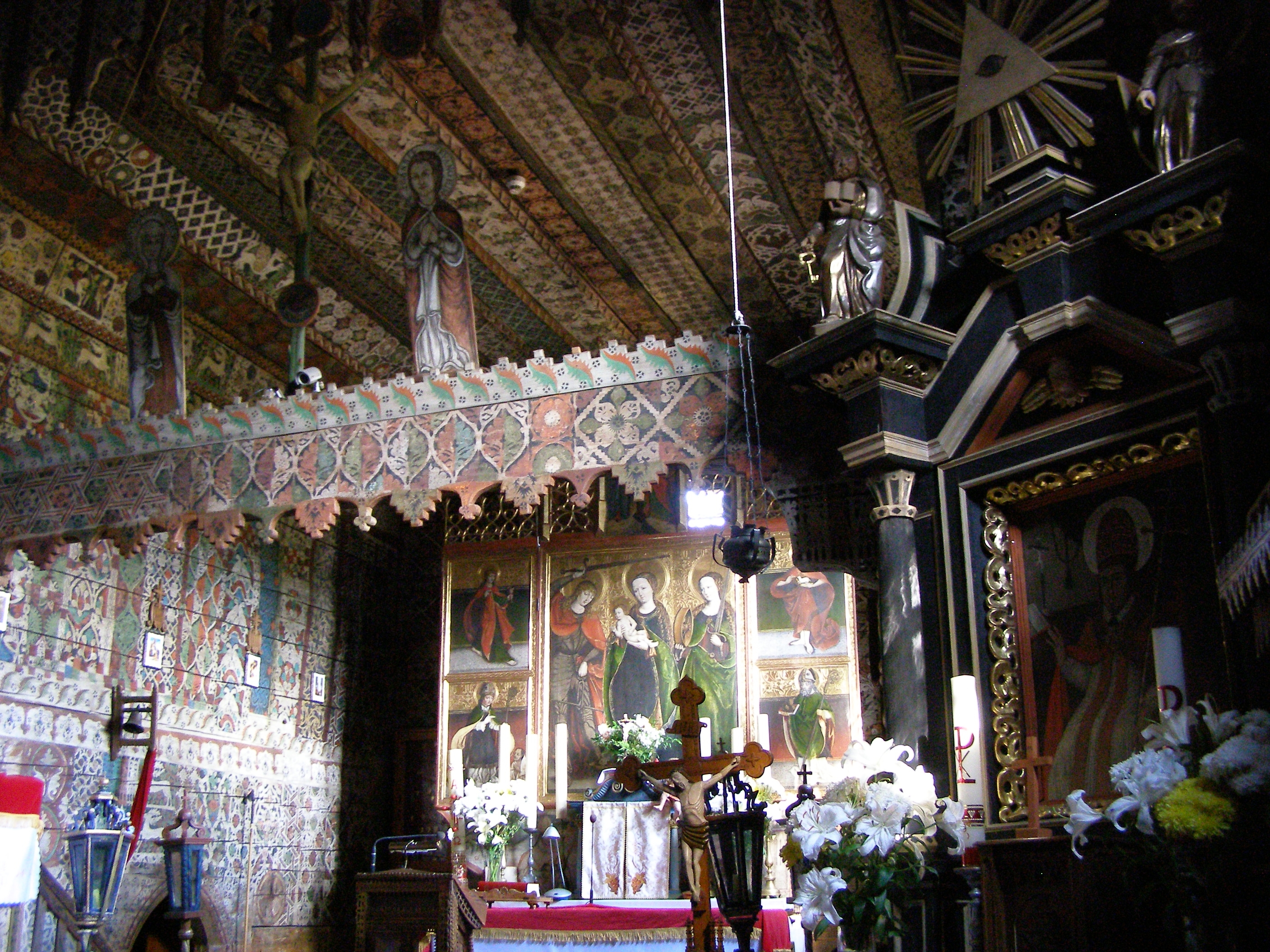